# Kanoko Okamoto
Kanoko Okamoto (jap. 岡本 かの子 Okamoto Kanoko), właściwie Kano Ōnuki (jap. 大貫 カノ Ōnuki Kano; ur. 1 marca 1889 w Tokio, zm. 18 lutego 1939) – japońska poetka i pisarka.

## Życiorys
Urodziła się 1 marca 1889 w Tokio jako Kano Ōnuki. Pochodziła z bogatej rodziny. Gdy była nastolatką, do pisania zachęcił ją starszy brat, który sam później został poetą. Dzięki niemu poznała Jun’ichirō Tanizakiego, z którym chodził do klasy. 
W wieku 16 lat zaczęła publikować poezję tanka w magazynach literackich. Dołączyła do redakcji magazynu literackiego Seitō (dosł. „Niebieskie Trzewiki”, tłumaczone powszechnie jako „Niebieskie Pończochy”). Było to pierwsze japońskie czasopismo literackie dla kobiet, redagowane przez kobiety, gdzie współpracowała z Akiko Yosano, Raichō Hiratsuką i Noe Itō. 
W 1910 wyszła za mąż za rysownika i pioniera mangi Ippei Okamoto (1886–1948). 26 lutego 1912 urodziła syna, późniejszego malarza i ceramika Tarō Okamoto (1911–1996). Pierwsze lata małżeństwa były naznaczone ubóstwem, śmiercią dwójki małych dzieci i załamaniem nerwowym.
W 1912 ukazał się jej pierwszy tomik poetycki, Karoki netami, którego okładkę stworzył jej mąż. Około 1917 zaczęła interesować się religią: zaczynając od chrześcijaństwa, skupiła się na buddyzmie. Po dziesięciu latach zgłębiania tematyki, zaczęła wykładać i pisać o buddyzmie.
Lata 1935–1939 były okresem intensywnej pracy nad formami prozaicznymi. W 1936 ukazał się jej debiut prozatorski Tsuru wa yamiki (Żuraw zachorował) – szkic biograficzny o Ryūnosuke Akutagawie. Pomimo kontrowersji, które wzbudziła publikacja, książka przyniosła autorce znaczny rozgłos. Kolejne nowele, które zdobyły popularność, to Kingyo ryōran (Gorączka złotych rybek, 1937) i Rōgishō (Opowieść o starej gejszy, 1938). W swojej twórczości Kanoko Okamoto pisała najczęściej o sobie i pewnie dlatego bywa zaliczana do nurtu „powieści o sobie”. Rzadko zajmowała się tematem statusu społecznego kobiet. Skupiała się przede wszystkim na ich seksualności, postrzegając kobiety jako siłę dającą życie. Jej teksty bywały krytykowane jako przesadnie narcystyczne, choć także doceniane za bogactwo stylu.
Zmarła 18 lutego 1939.
W 2020 roku nakładem polskiego wydawnictwa Tajfuny ukazało się opowiadanie zatytułowane Gorączka złotych rybek, w tłumaczeniu Anny Wołcyrz.